# Euzora
Euzora este un gen de molii din familia Lymantriinae.

## Specii
- Euzora collucens  (Lucas, 1890)
- Euzora costalis  Moore, 1879

## Legături externe
- en Baza de date a genului Lepidoptera la Muzeul de istorie naturală